# Siergiej Brylin
Siergiej Władimirowicz Brylin (ros. Сергей Владимирович Брылин; ur. 13 stycznia 1974 w Moskwie) – rosyjski hokeista, reprezentant Rosji. Trener hokejowy.

## Kariera
- CSKA Moskwa (1991-1994)
- New Jersey Devils (1994-2004, 2005-2008)
- Russian Penguins (1994)
  -  Albany River Rats (1994-1995, 1996-1998)
  -  Chimik Woskriesiensk (2004-2005)
- SKA Sankt Petersburg (2008-2011)
- Mietałłurg Nowokuźnieck (2011-2012)

Wychowanek CSKA Moskwa. W tym czasie grał w juniorskich, a następnie seniorskich kadrach ZSRR. W drafcie NHL z 1992 został wybrany przez New Jersey Devils. W 1994 wyjechał do USA i w barwach tej drużyny przez 13 sezonów grał w NHL (ponadto także występował w AHL).
W 2008 powrócił do ojczyzny i przez cztery sezony grał w utworzonej wówczas lidze KHL: wpierw trzy lata w Petersburgu, a od 2011 do 2012 w Nowokuźniecku (był kapitanem drużyny tamtejszego Mietałłurga). W 2012 przerwał karierę zawodniczą.
W barwach Rosji uczestniczył w turnieju mistrzostw świata w 2007.

## Kariera trenerska
- Albany Devils (2012-2013), konsultant drużyny
- Albany Devils (2013-2017), asystent trenera
- Binghamton Devils (2017-), asystent trenera

Po zakończeniu kariery został trenerem. W 2012 wyjechał ponownie do USA i rozpoczął pracę w Albany Devils z ligi AHL, zespole farmerskim swojego dawnego klubu, New Jersey Devils. W 2013 został jednym z trenerów asystentów w klubie.

## Sukcesy

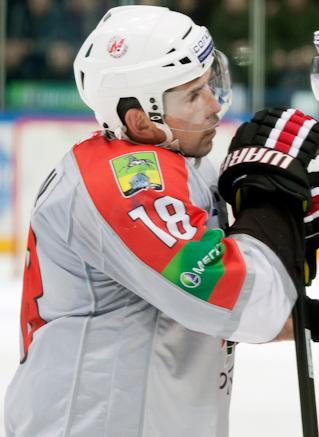
Siergiej Brylin w barwach Mietałłurga Nowokuźnieck (2012)

Reprezentacyjne
- Brązowy medal mistrzostw Europy juniorów do lat 18: 1992
- Brązowy medal mistrzostw świata juniorów do lat 20: 1994
- Brązowy medal mistrzostw świata: 2007

Klubowe
- Puchar Spenglera: 1991 z CSKA Moskwa
- Srebrny medal mistrzostw ZSRR: 1992 z CSKA Moskwa
- Mistrzostwo dywizji AHL: 1995, 1997, 1998 z Albany River Rats
- Mistrzostwo w sezonie zasadniczym AHL: 1995 z Albany River Rats
- F.G. „Teddy” Oke Trophy: 1995 z Albany River Rats
- Puchar Caldera: 1995 z Albany River Rats
- Puchar Stanleya: 1995, 2000, 2003 z New Jersey Devils
- Prince of Wales Trophy: 1995, 2000, 2001, 2003 z New Jersey Devils
- Mistrzostwo konferencji NHL: 1995, 2000, 2001, 2003 z New Jersey Devils
- Mistrzostwo dywizji NHL: 1997, 1998, 1999, 2001, 2003, 2006, 2007 z New Jersey Devils
- Mistrzostwo Dywizji Bobrowa w KHL: 2010 ze SKA Sankt Petersburg
- Mistrzostwo Konferencji Zachód w KHL: 2010 ze SKA Sankt Petersburg
- Puchar Spenglera: 2010 ze SKA Sankt Petersburg

Wyróżnienie
- Zasłużony Mistrz Sportu Rosji w hokeju na lodzie: 2003[4]